# Xerochloa barbata
Xerochloa barbata är en gräsart som beskrevs av Robert Brown. Xerochloa barbata ingår i släktet Xerochloa och familjen gräs. Inga underarter finns listade i Catalogue of Life.